# برنطين
برنطين هي قرية ومركز منطقة برنطين الريفية، تابعة لناحیة الوسطى في مقاطعة رودان من محافظة ههرمزغان في جنوب إيران.

## السكان
وفقا لتعداد السكان والمساكن لعام 2016، بلغ عدد سكان القرية 5,799 نسمة (1,652 أسرة).

## منابع
1. ↑  GeoNames (بالإنجليزية), 2005, QID:Q830106
2. ↑  "https://www.dastour.ir/Print/?lid=217804". www.dastour.ir. مؤرشف من الأصل في 2022-02-27. اطلع عليه بتاريخ 2025-01-14. {{استشهاد ويب}}: روابط خارجية في |عنوان= (مساعدة)